# برکلیم
برکیلیوم (به انگلیسی: Berkeilium) از عنصرهای شیمیایی جدول تناوبی با نشانه Bk و عدد اتمی ۹۷ است.
جرم اتمی پایدارترین ایزوتوپ این عنصر ۲۴۹٫۰۷ و نقطه ذوب آن ۱۰۵۰ درجهٔ سلسیوس است. شعاع فلزی آن pm ۱۷۰ با ظرفیت ۳ و ۴ است.
برکلیوم فلزی نرم با رنگ متالیک و حالت استاندارد جامد رادیو اکتیو است؛ و در جدول تناوبی در گروه عنصری آکتینیدها و دوره هفتم، در سمت راست کوریم و سمت چپ کالیفرنیم جای می‌گیرد.
نام برکلیوم از نام دانشگاه کالیفرنیا، برکلی در شهر برکلی، کالیفرنیا گرفته شده‌است، چرا که این عنصر نخستین بار در دسامبر ۱۹۴۹ در آزمایشگاه ملی لارنس برکلی (در آن زمان آزمایشگاه رادیواکتیو دانشگاه کالیفرنیا، برکلی) کشف شد.
خود این شهر به افتخار فیلسوف ایرلندی جرج بارکلی نام‌گذاری شده‌است.
برکلیوم پنجمین عنصری فرااورانیومی بود که (پس از نپتونیوم، پلوتونیم، کوریم، و امریسیم) کشف می‌شد. از سال ۱۹۶۸ تا به امروز (۲۰۱۹) در آمریکا تنها اندکی بیش از یک گرم برکلیوم تولید شده‌است.
مهم‌ترین ایزوتوپ برکلیوم، ‎249Bk در مقادیر بسیار اندک در رآکتور هسته‌ای آزمایشگاه ملی اوک ریج در تنسی و پژوهشگاه اتمی دیمیتروفگراد، روسیه تولید می‌شود.
در تولید دومین ایزوتوپ مهم برکلیوم، ‎247Bk، ایزوتوپ‌های کوریم نادر با ذرات آلفا مشعشع می‌شوند.
از برکلیوم به جز در پژوهش‌های علمی و تولید عناصر فوق سنگین دیگر استفاده‌ای نمی‌شود.